# Žarko Paspalj
Žarko Paspalj (Pljevlja, 1966.) je bivši srpski košarkaš i jugoslavenski reprezentativac. Igrao je na mjestu niskog krila. Visine je 208 cm. 
U svojoj karijeri je igrao za Budućnost, Partizan, San Antonio Spurs, Olimpiakos, Panatinaikos, Panionios, Paris Basket Racing, Aris i Virtus. 
S reprezentacijom Jugoslavije je osvojio 2 srebrne medalje na Olimpijskim igrama, svjetskom prvenstvu 1990. godine, tri zlatne medalje na europskim prvenstvima, kao i jednu brončanu na uropskom prvenstvu.